# Uwe Bahnsen (Designer)
Uwe Bahnsen (* 30. Mai 1930 in Hamburg; † 30. Juli 2013 in Albi) war ein deutscher Automobil-Designer.
Nach einer Lehre als Schaufensterdekorateur studierte Bahnsen an der Hochschule für bildende Künste in Hamburg. Von 1958 bis 1986 war er bei Ford Europe in verschiedenen Positionen tätig, zuletzt als Vizepräsident für Design. In dieser Zeit realisierte er verschiedene Automobildesigns wie die des Taunus 17M (der „Badewanne“) oder des Capri II. Daneben organisierte der rennbegeisterte Bahnsen in den 1960er-Jahren eine Ford-Werksmannschaft.
1986 wechselte Bahnsen als Ausbildungsdirektor an das private Art Center College of Design in La Tour de Peilz (Schweiz), das er zwischen 1990 und 1995 leitete. 1992 wurde er in das Executive Board des International Council of Societies of Industrial Design (ICSID) gewählt und war von 1995 bis 1997 dessen Präsident. Bahnsen war Fellow der Royal Society of Arts, Fellow der Chartered Society of Designers und International Member der Industrial Designers Society of America (IDSA).
Unter der Leitung von Uwe Bahnsen entstanden unter anderem die Designs folgender Ford-Fahrzeuge:
- P3 („Badewanne“, 1960 bis 1964)
- Taunus TC („Knudsen-Taunus“, 1970 bis 1974)
- Escort 75 (1975–1980)
- Capri II (1974 bis 1977)
- Taunus TC (1976 bis 1982)
- Fiesta (1976 bis 1996)[2]
- Granada II (1977 bis 1985)
- Capri II („Capri III“, 1978 bis 1986)
- Escort (1980 bis 1990)
- Sierra (1982 bis 1993)
- Scorpio (1985 bis 1994)[3]
- Transit (1986 bis 2000)[4]